# Roy Andersson (regista)
Roy Arne Lennart Andersson (Göteborg, 31 marzo 1943) è un regista svedese.

## Biografia
Roy Andersson si cimenta inizialmente in cortometraggi amatoriali, per poi dirigere nel 1970 il suo primo lungometraggio, intitolato En kärlekshistoria (Una storia d'amore svedese), che riceve numerosi premi cinematografici e partecipa al Festival di Berlino. Il suo secondo film è Giliap, uscito nel 1975 senza riscuotere il successo del precedente. In seguito, Andersson dedica gran parte della sua carriera alla regia di spot pubblicitari e di documentari, soprattutto con tematiche politiche e ambientali.
Dopo una lunga assenza dal mondo del cinema realizza due cortometraggi, Någonting har hänt (1987) e Härlig är jorden (1991); nel 2000 realizza un nuovo lungometraggio, Canzoni del secondo piano, che riceve il premio della giuria al Festival di Cannes; si tratta del primo capitolo di una trilogia che mescola la commedia con il fantastico e con toni grotteschi. Negli anni successivi seguono You, the Living (2007), vincitore del Nordic Council Film Prize e presentato al Festival di Cannes, e Un piccione seduto su un ramo riflette sull'esistenza (2014), con cui vince il Leone d'oro alla Mostra del Cinema di Venezia. Nel 2019, sempre alla Mostra di Venezia, ha vinto il Leone d'argento per la migliore regia con Sulla infinitezza.

## Filmografia

### Cortometraggi
- Besöka sin son (1967)
- Den vita sporten (1968)
- Hämta en cykel (1968)
- Lördagen den 5.10 (1969)
- Någonting har hänt (1987)
- Härlig är jorden (1991)

### Lungometraggi
- En kärlekshistoria (1970)
- Giliap (1975)
- Canzoni del secondo piano (Sånger från andra våningen) (2000)
- You, the Living (Du levande) (2007)
- Un piccione seduto su un ramo riflette sull'esistenza (En duva satt på en gren och funderade på tillvaron) (2014)
- Sulla infinitezza (Om det oändliga) (2019)

## Premi e riconoscimenti
Guldbagge
- 2001
  - Miglior regista per Canzoni del secondo piano
  - Migliore sceneggiatura per Canzoni del secondo piano

- 2008
  - Miglior regista per You, the Living
  - Miglior sceneggiatura per You, the Living

Festival di Venezia
- 2014 – Leone d'oro al miglior film per Un piccione seduto su un ramo riflette sull'esistenza
- 2019 - Leone d'argento per la migliore regia con Sulla infinitezza.

European Film Awards
- 2015 – Miglior commedia per Un piccione seduto su un ramo riflette sull'esistenza